# Genitalna faza
Genitalna faza u Frojdovoj psihoanalizi, jedan je od perioda u psihoseksualnom razvoju deteta, koja se proteže od 11 ili 12 godine pa sve do kraja života. U ovoj fazi kroz lekcije naučene u prethodnim fazama, adolescenti usmeravaju svoje seksualne potrebe na vršnjake suprotnog pola, sa primarnim fokusom zadovoljstva u genitalijama.

## Faze u psihoseksualnom razvoju
Svi ljudi prema Frojdu prolaze kroz iste faze u psihoseksualnom razvoju — prema ovoj šemi:
| 1. Oralna faza | → | 2. Analna faza (+ oralna) | → | 3. Falusna faza (+oralna, +analna) | → | 4. Faza latencije (+ oralna, + analna, + falusna) | → | 5. Genitalna faza |
|                |   |                           |   |                                    |   |                                                   |   |                   |
| Do 18 meseci   |   | Od 18 meseci do 3 godine  |   | Od 3 do 7 godina Edipov kompleks   |   | Od 7 do 8 godina                                  |   | Adolescenti       |

I dok u prve tri faze, (od pet koliko ih ima) deca moraju razrešiti specifičan konflikt koji se odnosi na način postizanja seksualnog zadovoljstva, i četvrte faze latencije dete prelazi u poslednju petu, genitalnu fazu, koja označava zreliji način postizanja seksualnog zadovoljstva.

## Opšta razmatranja
Genitalna, ili poslednja faza psihoseksualnog razvoja, koja traje od 11 ili 12 godine pa nadalje (do kraja života), povezana je sa razvojem zrele ličnosti i njenim uspešnim ulaskom u svet odraslih.
Libido prestaje da bude narcistički i počinje da se vezuje za suprotni pol. Nagoni opet postaju aktivni, dovršava se i dentifikacija sa polnom ulogom i sopstvena seksualnost postaje stabilnija i zrelija.
U genitalnoj fazi, dok se detetova energija još jednom fokusira na sopstvene genitalije, njegoovo interesovanje se pretvara u heteroseksualne odnose. Ukoliko dete ulaže manje energije u nerešene psihoseksualne događaje, veći je njegov kapacitet za razvijanje normalnih odnosa sa suprotnim polom.
Međutim, ako dete ostaje fiksirano, naročito na falusnom nivou, njegov razvoj će biće narušen sve dok se bori sa daljim represijama i odbranom. Ukoliko je dete (sada već adolescent) osujećeno ili deprivirano u ovoj fazi, kod njega se mogu javiti sledeći problemi:
- antisocijalno ponašanje,
- zavisnosti različite vrste,
- osećaj izolacije,
- neadekvatnosti i problemi koji imaju veze sa seksualnošću.

Iako genitalna faza započinje u pubertetu, ona se ne može završiti sve do dobrih odraslih godina. Otto Fenichel je smatrao da je primarnost genitalija preduslov za prevazilaženje ambivalencije i sveukupne ljubavi prema objektu.
Robert V. Vhite je 1960. godine proširio genitalnu fazu Frojda, i u nju ne samo da je uključui instinktivne potrebe, već i efekat. Njegovo proširenje na novoj sceni života uključivalo je i jedan od početaka u kome će adolescent odluči koju će ulogu igrati u društvu i uključiti se u društveno i seksualno zadovoljstvo.

## Kritike
Sigmund Frojd (1856-1939) je verovatno najpoznatiji teoretičar kada je u pitanju razvoj ličnosti. Frojdove faze psihoseksualnog razvoja su, kao i druge zapravo samo teorijske faze, koje se završavaju po unapred određenom nizu i mogu rezultovati uspješnim završetkom ili zdravom ličnosti ili mogu rezultovati neuspehom, što dovodi do razvoja nezdrave ličnosti. Ova teorija iako je verovatno najpoznatija, ona je i najsporovanija, jer je Frojd verovao da se razvijamo kroz faze zasnovane na određenoj erogenoj zoni. Tokom svake faze, njeno neuspešno završavanje znači da dete postane fiksirano na toj određenoj erogenoj zoni i da se prekomerno ili manje pothranjuje kada on ili ona postane odrasla osoba.
I dok je normalni genitalni karakter teoretski prepoznat kao idealan konstrukt, smatra da u praksi, koncept genitalnog nivoa može biti fetišiziran u zavisnosti od cilja ili svrhe, a ne iskustvene stvarnosti.
Kritikujući Frojda Jackues Lacan je pisao o „ovoj apsurdnoj humanoj harmoniji genitalija” u vulgarnom frojdizmu.

## Spoljašnje veze
- Nagera, Humberto, ур. (2014). „Latency (pp. 20ff.)”. Basic Psychoanalytic Concepts on the Libido Theory. Abingdon-on-Thames: Routledge. ISBN 978-1-317-67038-4. Непознати параметар |orig-date= игнорисан (помоћ)
- Freud's Psychosexual Stages.
- Felluga, Dino. „Modules on Freud: On Psychosexual Development”. Introductory Guide to Critical Theory. West Lafayette, Indiana: Purdue University College of Liberal Arts.
- A short feminist critique of Freud's stages Архивирано на веб-сајту  (21. септембар 2016).

|  | Molimo Vas, obratite pažnju na važno upozorenje u vezi sa temama iz oblasti medicine (zdravlja). |